# بهمن روزبهانی
بهمن روزبهانی (زاده ۱۳۲۸ قزوین) بازیگر سینما، تئاتر و تلویزیون ایران است.

## نقش‌آفرینی
وی در دوران دبیرستان در نمایش‌هایی که می‌نوشت نقش آفرینی می‌کرد. در سال ۱۳۴۶ وارد گارد نیروی هوایی شد و در واحد تئاتر و سمعی و بصری آن به فعالیت پرداخت. در سال ۱۳۵۸ کار تئاتر را به صورت حرفه‌ای ادامه داد و بازی در سریال‌های تلویزیون را با نقشی کوچک در هزاردستان، جاده ابریشم به کارگردانی علی حاتمی بازی در برابر دوربین سینما را در سال ۱۳۶۳ با بازی در فیلم بایکوت محسن مخملباف تجربه نمود. او در سال ۱۳۶۷ از نیروی هوایی بازنشسته و همچنان به نویسندگی و بازیگری ادامه داد.

## فیلم‌شناسی
- خط‌ها و سایه‌ها
- آخرین بندر
- روز شیطان
- همه یک ملت
- کانی مانگا
- شبح کژدم
- بایکوت (فیلم)
- دادشاه (فیلم)

مجموعه تلویزیونی
- هشت بهشت
- تنهاترین سردار